# Скуратович, Пётр
Пётр Скурато́вич (пол. Piotr Skuratowicz; 1891—1940, Харьков) — бригадный генерал Войска Польского.
В 1909 году окончил Полоцкий кадетский корпус. До 1917 служил в русской армии, с 1917 — в 1-м Польском корпусе в России. В 1918 через Мурманск добрался до Франции, где вступил в ряды польской армии генерала Юзефа Халлера, воевавшей на стороне Антанты. С этой армией вернулся в Польшу в июне 1919, участвовал в советско-польский войне, во время которой показал себя квалифицированным кавалерийским командиром. В 1920—1922 командовал 6-м стрелковым полком, затем некоторое время был начальником центра обучения кавалеристов. В 1929—1932 — командир 10-го стрелкового полка, в 1932—1937 — командир 12-й кавалерийской бригады. В 1937—1939 — начальник департамента кавалерии в военном министерстве. С 1939 — бригадный генерал.
Во время Второй мировой войны в сентябре 1939 недолго командовал оперативной группой «Дубно», сформированной из отдельных батальонов и кавалерийских отрядов. Вскоре его сменил на этом посту полковник Стефан Ханка-Кулеша.
В 1939 был арестован НКВД и отправлен в Старобельский лагерь. Расстрелян в Харькове весной 1940.